# Schisme de 1843

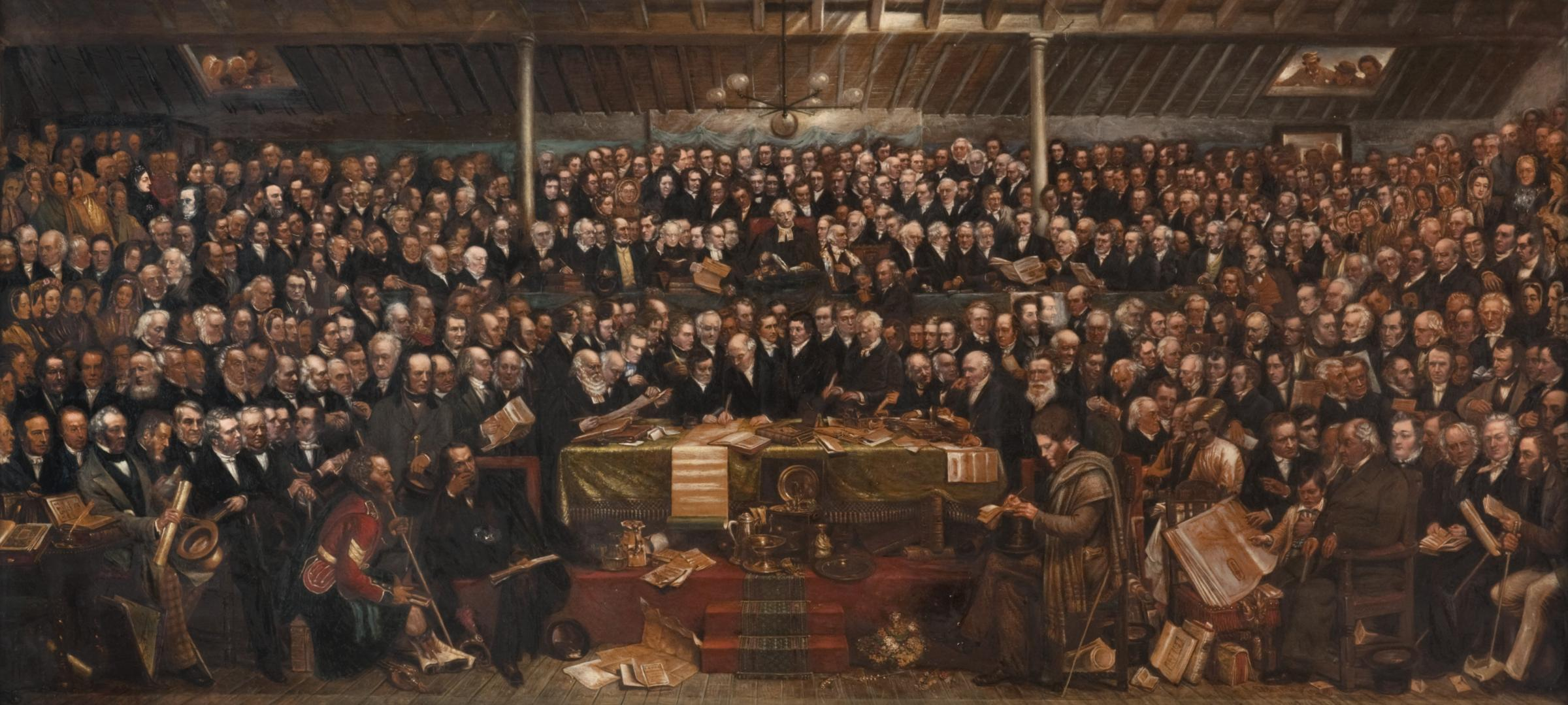
Peinture de David Octavius Hill (mort en 1870) représentant la sécession de 1843 qui a formé l'Église libre d'Écosse.

Le schisme de 1843 est un schisme de l'Église d'Écosse.
Le 18 mai 1843, une crise religieuse survient en Écosse. 450 ministres de l'Église d'Écosse font sécession, suivis par 40 % de leurs fidèles. Ils fondent l'Église libre d'Écosse. Ils protestent contre le rôle joué par les laïcs dans la nomination des ministres du culte.